# Emilio Fizel
Emilio Pablo Jorge Fizel (4 de agosto de 1923; Avellaneda, Argentina) fue un exfutbolista argentino que se desempeñaba como delantero.

## Clubes
| Club                        | País      | Año         |
| --------------------------- | --------- | ----------- |
| Quilmes AC                  | Argentina | 1940 - 1941 |
| San Lorenzo de Almagro      | Argentina | 1941 - 1945 |
| Gimnasia y Esgrima La Plata | Argentina | 1946 - 1948 |
| River Plate                 | Argentina | 1948 - 1950 |
| Nacional                    | Uruguay   | 1951        |
| América                     | México    | 1954 - 1957 |

## Palmarés

### Títulos nacionales
| Título               | Club    | País   | Año     |
| -------------------- | ------- | ------ | ------- |
| Copa México          | América | México | 1953-54 |
| Copa México          | América | México | 1954-55 |
| Campeón de Campeones | América | México | 1954-55 |